# Église Saint-Étienne de Chiddes
L'église Saint-Étienne de Chiddes est une église située sur le territoire de la commune de Chiddes dans le département français de Saône-et-Loire et la région Bourgogne-Franche-Comté.

## Historique
Elle faisait l'objet d'une inscription au titre des monuments historiques depuis le 8 décembre 1927 pour son clocher remplacé par une inscription de la totalité de l'église en 2018.